# Barbara Popp (Malerin)
Barbara Elisabeth „Babette“ Popp (* 4. August 1802 in Hirschau; † 28. Dezember 1870 in Regensburg) war eine deutsche Malerin der Stilrichtung Nazarener und Lithografin.

## Leben

### Ausbildung und Berufsbeginn
Barbara Popp wurde als Tochter des Arztes Alois Popp im oberpfälzischen Hirschau geboren. Mit der Geburt einer zweiten Tochter Wilhelmine übersiedelte die Familie 1804 nach Amberg, wo 1815 die dritte Tochter Eleonore geboren wurde. 1817 wurde ein Umzug nach Regensburg erforderlich, als der Vater zum königlich-bayerischen Regierungsmedizinalrat berufen und auch Leibarzt des Fürsten Karl Alexander von Thurn und Taxis wurde. In Regensburg wohnte die Familie Popp zunächst im Haus Nr. 17 in der nach einem Gasthof benannten Blauen Stern-Gasse. In Regensburg fand die Familie schnell Anschluss an den Kreis der Romantiker um Bischof Johann Michael Sailer, der auch die Geschwister Melchior und Apollonia Diepenbrock angehörten, die eine Wohltäterin der Kranken wurde und mit der Barbara Popp bald eine innige Freundschaft schloss. Zu dem Kreis der Romantiker und den Freunden der Familie zählte auch der manchmal als Gast anwesende Dichter Clemens Brentano und der als Regierungspräsident hohe bayerische Staatsbeamte und Dichter Eduard von Schenk. Durch Schenks Beziehungen zum berühmten Maler Johann Peter von Langer gelang es Barbara Popp im Alter von 18 Jahren, als eine der ersten Frauen an der Akademie der Bildenden Künste München zu studieren, wo sie von 1820 bis 1826 eine gründliche Ausbildung erfuhr. Dabei machte sie im Zeichnen nach der Natur und in der antiken Malerei so gute Fortschritte, dass sie sich ab Dezember 1822 ein jährliches Stipendium aus der königlichen Hofkasse in Höhe von 100 Gulden sichern konnte.
1826 kehrte sie nach Regensburg zurück und entschloss sich, gemäß ihrer inzwischen tief im Katholizismus verankerten Weltanschauung, religiöse Bilder zu malen, mit denen sie ein Einkommen erzielen konnte. Sie plante Darstellungen von Heiligen und Porträts von Persönlichkeiten aus dem „Regensburger Kreis der Romantiker“ um Bischof Sailer. Ihre Bilder entsprachen der Stilrichtung des Lübecker Malers Friedrich Overbeck und einer Gruppe von Künstlern, die sich Nazarener nannten. Sie lebten in Rom und führten ein mönchisch strenges und tief religiöses Leben, was die Gruppe nach außen hin durch ihre Lebensweise, Kleidung und Frisur deutlich machte. In den Bildern dieser Künstler wurden Heilige romantisierend gefühlvoll in kontrastreichen Farbgebungen frömmlerisch dargestellt. Dieser Bildsprache blieb Barbara Popp bis zu ihrem Lebensende treu.

### Reise nach Rom und Weiterbildung
Da sich der sehnlichste Wunsch von Barbara Popp, ein Stipendium für Weiterbildung in Rom bei den Nazarener Künstlern, nicht erfüllen ließ, begann sie zunächst im elterlichen Haus in Regensburg an der Staffelei Bilder zu malen, denn es fehlte ihr nicht an Aufträgen. Bei der Frage des Preises für ein Bild wurde sie von ihrer Mutter gedrängt, je nach Bildgröße drei bis fünf Louis d’or zu verlangen. Bald jedoch zeigte sich, dass es Barbara Popp in Regensburg an künstlerischen Anregungen fehlte und sie befürchtete, im Laufe ihrer Jugend nicht mehr in Italien in Rom bei den Nazarenern lernen zu können. Nachdem auch Versuche gescheitert waren, durch Eingaben beim König Zuschüsse für einen Aufenthalt bei den Nazarenern in Rom zu erhalten, machten es ihre Eltern möglich, ihr und ihrer Schwester Wilhelmine, die ebenfalls als Malerin begabt war, einen einjährigen Studienaufenthalt von 1832 bis 1833 in Rom zu finanzieren, damit sie sich beim Nazarener Friedrich Overbeck in Rom fortbilden konnten. Auch der Maler August Riedel, den Barbara Popp bereits während ihrer Ausbildung in München kennengelernt hatte, bot ihr für den geplanten Aufenthalt in Rom seine Hilfe an.
Nach viermonatiger Anreise mit Zwischenaufenthalten in Mailand und Florenz erreichten die Schwestern Popp Rom. Dort nutzen sie, begleitet von August Riedel, ihren Aufenthalt, um gewissenhaft viele Gemäldesammlungen zu studieren und um die Ateliers der von ihnen verehrten deutschen Künstler zu besuchen. Der Kontakt zum Nazarener Overbeck wurde durch Louise Seidler, der Weimarer Hofmalerin, hergestellt. Sie stellte den Schwestern auch ihr Atelier zur Verfügung. Für die beiden Schwestern hatten die Erlebnisse und Erfahrungen in Rom starke Auswirkungen und sie ließen dem Überschwang ihrer Gefühle in Briefen und Tagebucheinträgen freien Lauf. In Rom trafen sie neben Johann Christian Reinhart, der als Mittelpunkt der Künstlerkolonie in Rom galt, neben vielen weiteren Künstlern auch auf Johann Martin von Wagner, der im Auftrag von König Ludwig I. an den Reliefs für die Walhalla arbeitete. Von allen Künstlern wurden sie mit praktischen Ratschlägen und Anweisungen für neue Maltechniken unterstützt. Das wusste Barbara Popp sehr zu schätzen, zumal sie als Malerin in Regensburg, in diesem – wie sie sich ausdrückte – glückseligen, oder "„unglückseligen Eiland“ davon werde zehren müssen".

### Rückkehr nach Regensburg und Etablierung als Malerin
Aus Rom im Oktober 1833 nach Regensburg zurückgekehrt, wurde Barbara Popp eine gefragte Künstlerin und erhielt Aufträge von zahlreichen Klöstern und Kirchen und Klöstern. Sie porträtierte nicht nur zahlreiche Geistliche, sondern auch bürgerliche Persönlichkeiten sowie Szenen aus dem Leben Christi, Madonnen und Darstellungen von Heiligen. Bilder von Landschaften, Gebäuden oder andere Genrebilder von ihr sind nicht bekannt, wahrscheinlich weil sie damals in Regensburg schwer verkäuflich waren.
Auf dem Höhepunkt ihrer Karriere erhielt sie auch Aufträge für mehrere Altarbilder im Regensburger Dom, die aber bei späteren Umgestaltungen verloren gingen oder im 20. Jahrhundert aus den Kirchen entfernt wurden, weil man sie damals für nicht mehr zeitgemäß hielt. Viele ihrer Bilder gingen in dieser Zeit auch in Privatbesitz über.
Nach dem Tod ihrer Eltern (die Mutter starb 1846) lebte Barbara Popp mit ihren Schwestern, der Landschaftsmalerin Mina Popp (1804–1873) und mit Eleonore Popp, zusammen und bestritt deren Lebensunterhalt wohl weitgehend allein. Um 1850, als die drei Popp-Töchter ein Haus in der Oberen Bachgasse bewohnten, führte eine Augenerkrankung bei Barbara Popp zur Erblindung eines Auges. Trotzdem blieb sie weiterhin malerisch tätig, konnte aber ein Porträt ihres Gönners Melchior Diepenbrock nicht mehr vollenden und starb am 28. Dezember 1870. Begraben wurde sie in der Familiengrabstätte auf dem 1812 entstandenen, heute nicht mehr erhaltenen katholischen Lazarusfriedhof im Stadtpark Regensburg.

## Werke (Auswahl)
- Porträt Carl Proske, Freund und musikalischer Berater ihrer Schwester, Öl, 1860, Bischöfl. Zentralbibl. Regensburg
- Porträt Josepha Manz, geb. Clesca, Gattin des Verlegers Georg Joseph Manz, Halbfigur in einem gotischen Raum mit dem Dom im Hintergrund, Öl, um 1835/40, Mus. d. Stadt Regensburg
- Selbstbildnis (um 1830, Stadtmuseum Regensburg)
- Doppelporträt Bischof Sailer und Weihbischof Wittmann, beide in einem Buch lesend, 1836. Das Bild entstand nach dem Tod beider Personen, die 1832 bzw. 1833 starben. Damit zeugt das Bild von der großen Fähigkeit der Malerin, sich Gesichtszüge einprägen zu können. Das Bild ist im Besitz der Armen Schulschwestern Niedermünster[1]
- Bischof Johann Michael von Sailer auf dem Totenbett (Radierung, wohl Mai/Juni 1832, Stadtmus. München, Slg. Maillinger)
- Christus und die Jünger von Emmaus (ehem. Kirche, jetzt Pfarrhof Altenthann)
- Hl. Theresia (Entstanden 1838, mit den Gesichtszügen der Apollonia Diepenbrock) (ehemals Karmelitenkirche Regensburg, jetzt Würzburg)
- Hl. Nepomuk (Niedermünsterkirche Regensburg)
- St. Klara (Kirche St. Klara, ebd.)
- Hl. Ägidius (zus. mit Mina P.; Hochaltar Schmidmühlen)
- Herz-Jesu-/Herz-Marien-Bild (Heidenheim bei Gunzenhausen; ebenfalls für Pfarrkirche Rosenheim und Pfarrkirche Pfakofen)
- Hl. Cäcilia und Hl. Aloysius (Studienseminar St. Emmeram Regensburg)
- Taufe Christi und Krönung Mariae und St. Florian und St. Xaver (Altarbilder, Pfarrkirche Neumarkt/Opf.)
- Die Dominikanerin Emilia (St. Josefs-Anstalt Regensburg)
- Muttergottes (Kirche Donaustauf)
- Hl. Franz Regis (Kloster Pielenhofen)
- Maria als Beschützerin Eichstätts mit Heiligen, 1848, Benediktinerinnen-Abtei St. Walburg Eichstätt, zusammen mit ihrer Schwester Mina
- ,Maria mit dem Kind', um 1850; (Augustiner-Chorherrenstift Reichersberg am Inn)